# 阿拉德 (羅馬尼亞)
阿拉德（羅馬尼亞語：Arad、/a'rad/、匈牙利語：Arad，Arad）是羅馬尼亞的一個城市。也是一個重要的產業和交通中心。阿拉德是阿拉德縣的首府所在地。位於阿拉德的球隊UT Arad曾6次奪得羅馬尼亞足球甲級聯賽冠軍。

## 人口
根據2006年統計，阿拉德有人口191,473人。其中羅馬尼亞人占83.66％、匈牙利人占11.94％、茨岡人占1.66％、德國人占1.52％。